# Majakovskij smeёtsja
Majakovskij smeёtsja (Маяковский смеётся) è un film del 1975 diretto da Anatolij Karanovič e Sergej Iosifovič Jutkevič.

## Trama
Il film è basato sull'opera teatrale "La cimice" e sulla sceneggiatura "Dimentica il camino" di V. Majakovskij.